# 塔利齐市镇
塔利齐市镇（俄语：Муниципальное образование Талицкое）是俄罗斯联邦沃洛格达州基里洛夫区所属的一个市镇。其下辖有66个居民点，行政中心为塔利齐。据2015年统计，该市镇的人口为1613人。